# ایرن تانک
ایرن تانک (به فرانسوی:Irène Tunc) یک بازیگر زن فرانسوی زاده ۲۵ سپتامبر ۱۹۳۴ در شهر لیون و درگذشته ۱۶ ژانویه ۱۹۷۲ (در ۳۷ سالگی) در ورسای (ایولین) بود.

## زندگی‌نامه
ایرن تانک، با نام کامل ایرن پیرت لوییس تانک، زاده سال ۱۹۳۴ از پدری مبل فروش بود. او تحصیلات خود را در یک مؤسسه مذهبی تا سن ۱۵ سالگی ادامه داد. در طول تابستان ۱۹۵۳، او به عنوان بانوی شایسته کوت دازور (Côte d'Azur) در ژوان له پن (Juan-les-Pins) انتخاب شد؛ که باعث شناخته شدن او در ناحیه خود شد؛ و به عنوان مانکن کار خود را شروع کرد؛ و در آگهی‌های تجاری مختلفی ظاهر شد.
ایرن به عنوان بانوی شایسته فرانسه در ۱۹ سالگی انتخاب شد. این انتخابات در کازینو اویان-له-بن برگزار شد. د ر سال ۱۹۵۴، ایرن خیلی سریع کار خود به عنوان هنرپیشه را آغاز کرد، در ابتدا در ایتالیا و پس از فیلمبرداری دو فیلم به فرانسه برگشت و در پاریس به حرفه مانکنی خود ادامه داد ساکن شد. سپس در مدرسه هنر دراماتیک که توسط فاسواز روزی اداره می‌شد قبول شد. پس از آن او در تعدادی از فیلم‌ها بازی کرد.
در سال ۱۹۷۱، او جزو ۳۴۳ زنی بود که در انظار اعلام کرد در مانیفست ۳۴۳ که سقط جنین کرده‌اند.
ایرن تانک در سال ۱۹۷۲ در سن ۳۷ سالگی به سبب زخمهایش در یک تصادف جاده فوت شد.
آلن کاوالیه فیلمی را به او به نام ایرن در سال ۲۰۰۹ اختصاص داد.

## فیلمشناسی

### سینما
- ۱۹۵۴ - عملیات شب از جوزپه بناتی
- ۱۹۵۴ - کمیلا از لوچانو امر
- ۱۹۵۵ - سوفی و جنایت از پیر گاسپار-ویت
- ۱۹۵۵ - سرو صدا از آگوستو جنینا
- ۱۹۵۵ - خیلی خوب از لوئیجی فیلیپو دامیکو
- ۱۹۵۶ - اشرار از کارلو ریم
- ۱۹۵۶ - حالیت شد؟ از پیر شوالیه
- ۱۹۵۶ - کاش پاریس برایمان حکایت کرده بود از ساشا گیتری
- ۱۹۵۶ - اراذل و اوباش پاریس پیر گاسپار-ویت
- ۱۹۵۷ - لازارلا از کارلو لودوویکو براگالیا
- ۱۹۵۷ - تعطیلات انفجاری از کریستین استنگل
- ۱۹۵۷ - یک زن پاریسی از میشل بوارون
- ۱۹۵۸ - عروس از ادموند لوتزی
- ۱۹۵۸ - برده شرقی یا آفرودیته، الهه عشق از ماریو بنارد
- ۱۹۵۸ - هر دوس ما در پاریس از گرد اسوالد
- ۱۹۵۹ - شهریار قلعه نفرین شده ماریو کوستا
- ۱۹۵۹ - کاتیا از روبرت زیودماک
- ۱۹۶۰ - خانمها از توری واسیل
- ۱۹۶۰ - کنتس آبی از کلودیو گورا
- ۱۹۶۰ - سوار وحشی از پیرو پیروتی
- ۱۹۶۰ - والدین اصلاح ناپذیر از کامیلو ماستروچینکوئه
- ۱۹۶۰ - ما دو فراری هستیم از جورجو سیمونلی
- ۱۹۶۰ - فاتح شرق از تانیو بوچا
- ۱۹۶۱ - لئون مورن، کشیش از ژان-پیر ملویل
- ۱۹۶۳ - قرص فلفلی از ژاک باراتیه
- ۱۹۶۶ - باغبانی از آرژانتوی از ژان-پل لو شانوا
- ۱۹۶۷ - ماجراجویان از روبر انریکو
- ۱۹۶۷ - برای زندگی، زندگی کن کلود للوش
- ۱۹۶۷ - چپاول کردن از آلن کاوالیه
- ۱۹۶۸ - شدید از آلن کاوالیه
- ۱۹۶۸ - دوست دارم، دوست دارم از آلن رنه
- ۱۹۷۱ - دو دختر انگلیسی و مرد اروپایی از فرانسوا تروفو

### تلویزیون
- ۱۹۶۵: پادشاهی من برای یک خرگوش (مجموعه تلویزیونی) توسط ژاک آر. ویلا
- ۱۹۶۵: فردریک چوپان (مجموعه تلویزیونی) توسط ژاک آر. ویلا
- ۱۹۶۸: زنده باد زندگی (مجموعه تلویزیونی) توسط ژوزف دریمال